# Phyllorhiza punctata
Phyllorhiza punctata (Lendenfeld, 1884), anche detta medusa a pois, è una scifomedusa della famiglia delle Mastigiidae. Si ciba prevalentemente di zooplancton.

## Distribuzione e habitat
È una specie originaria del Pacifico occidentale, dall'Australia al Giappone, ma, a partire dagli anni Sessanta, diffuso in molti altri mari, tra cui il Mar Mediterraneo e Mar dei Caraibi.

## Descrizione

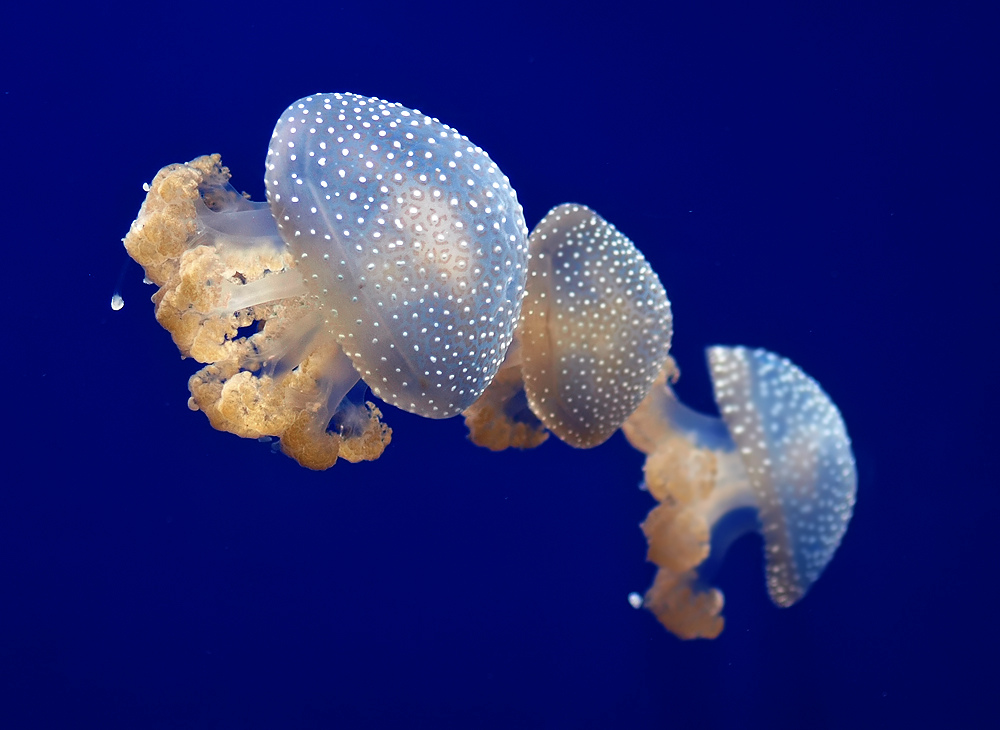
Al Tierpark Hagenbeck, Germania

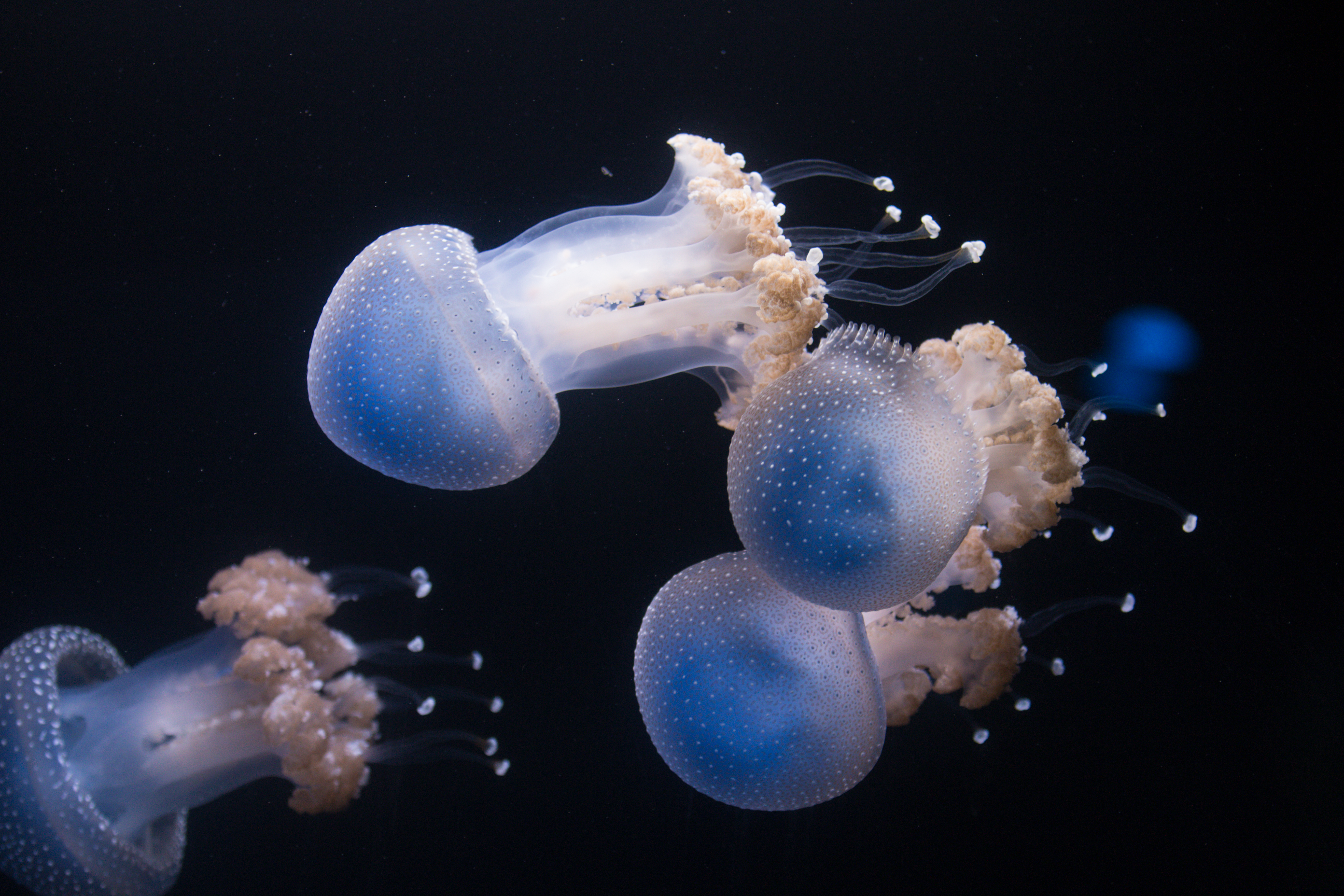
Al Tiergarten Schönbrunn, Hietzing, Wien, Austria

Come altre scifomeduse, attraversa due cicli vitali distinti, ossia quello di medusa adulta e quello di polipo giovanile. Le meduse possono vivere per cinque anni allo stadio di polipi e fino a due anni nello stato di medusa attiva.
L'ombrello ha un diametro tra i 30 e i 60 cm. L'esemplare più grande documentato aveva un ombrello di 72 cm.
Si adattano bene ai mari caldi.
Sono poco urticanti, e non sono considerate un pericolo per l'uomo.

## Specie alloctona
I ritrovamenti di questa medusa in zone anche molto lontane dal suo areale nativo sono numerosi. È stata trovata alle Hawaii a partire dal 1945, nel Mediterraneo dal 1965, e in grandi numeri nel Golfo del Messico a partire dal 2000.
L'industria della pesca e dell'allevamento ittico la considera dannosa perché intasa le reti, danneggia le attrezzature di pesca e ingerisce grosse quantità di uova e plancton necessari allo sviluppo e la riproduzione di pesci, granchi e gamberi.